# ひろたみゆ紀
ひろた みゆ紀（ひろた みゆき、1964年6月25日 - ）は、ニッポン放送のアナウンサーである。本名及び旧芸名は廣田 みゆき。とちぎ未来大使。

## 来歴
栃木県鹿沼市出身で、栃木県立鹿沼高等学校を経て群馬県立女子大学文学部国文学科卒業後、東京で電気メーカーのショールームの仕事をしていたが、ショールームの閉鎖にともない栃木に戻る、母親がラジオでアシスタントの募集していると聞き、リポーターのオーディションを受け採用される。NHK宇都宮放送局で契約キャスターとして勤める。
1994年4月に開局したエフエム栃木へアナウンサーとして入社し、2001年にフリーのラジオパーソナリティとしてメディア・スタッフに所属する。（主にニッポン放送の番組に出演。）2009年に韓国へ渡り、延世大学校 韓国語学堂を卒業して日本語講師と韓国発情報番組のパーソナリティを務め、2012年9月に帰国する。
2013年から「ひろたみゆ紀」の芸名を用い始め、エル・ファクトリーに所属する。ニッポン放送では女性アナウンサーの産休や退社などで度々欠員が出て、「困った時のひろたみゆ紀」として代役を務めた。2016年10月の経験者採用でニッポン放送へ入社（エル・ファクトリー→ミックスゾーンからの出向扱い）する。

## 出演番組

### 現在

#### ラジオ
ニッポン放送
- ひろたみゆ紀のサンデー早起き有楽町（パーソナリティ） - 2017年10月1日 -
- ミュージックスクランブル（パーソナリティ） - 2019年6月3日 - 2021年3月26日

その他深夜帯の報道フォロー。

### 過去

#### テレビ
NHK宇都宮放送局
- くらしの情報※キャスター
- NHKモーニングワイド※リポーター
- イブニングネットワーク※リポーター
- ニュース845※リポーター

#### ラジオ
エフエム栃木
- RADIO BERRY BRIGHT MORNING
- RADIO BERRY MUSIC TRANSFER
- K-ONECT※韓国情報番組 - 2011年4月 - 2012年6月

ニッポン放送
- 街角ステーション※リポーター、2006年10月2日 - 2009年3月27日、2013年9月26日 - 2015年9月24日、2016年10月4日 - 2018年3月30日
  - 垣花正のニュースわかんない!?
  - 笑顔満開!ひでたけ・のりこの大吉ラジオ
  - 笑顔満開!ひでたけ・よしこの大吉ラジオ
  - 高嶋ひでたけの特ダネラジオ 夕焼けホットライン
  - ザ・ボイス そこまで言うか!
- TOYOTA 飛び出せ街かど天気予報
  - 松本ひでおのショウアップナイターストライク!
  - 石井一久のプロ野球バンザイ
- 桜庭亮平 朝刊フジ※気象情報担当 - 2002年3月25日 - 2003年9月26日
- 垣花正 あなたとハッピー!（2013年4月の日替わりリポーター）
- ハロー千葉 - 2009年1月 - 2009年9月11日
- 徳光和夫 とくモリ!歌謡サタデー※リポーター - 2013年4月6日 - 2014年3月29日
- 快適生活ラジオショッピング[3]
- SHELLY GO ROUND（ニュース担当）
- 有楽町情報ライブラリー - 2015年5月 - 9月
- 有楽町いぶにんぐ7 - 2016年4月 - 9月
- 新発見!有楽町合金（アシスタント） - 2016年10月1日 - 2017年3月25日
- ニッポン放送ショウアップナイター - 2016 - 2017年度（日曜）、2018年度（火曜）
  - ショウアップナイターハイライト
- 有楽町コネクテッド・ラボ（アシスタント） - 2018年10月7日、11月25日、2019年1月13日、2月17日、3月3日
- 定時ニュース、天気予報、交通情報担当 
  - ゴッドアフタヌーン アッコのいいかげんに1000回（ニュース担当）
  - 辛坊治郎ズーム そこまで言うか!（ニュース担当） - 2016年4月2日 - 2017年9月30日
  - ブリヂストン presents スイスイサタデー〜カロ・ソリーゾ!（アシスタント） - 2016年4月2日 - 2017年9月30日
- ニッポン放送 イヤーエンドスペシャル 柳家花緑 笑ってサヨナラ2018!プレイバック落語（アシスタント） - 2018年12月31日
- 杉崎智介のガラッパチ受験サロン（アシスタント） - 2016年9月30日 - 2017年9月29日
- オールナイトニッポンGOLD〜第42回日本アカデミー賞スペシャル〜（アシスタント） - 2019年3月1日
- 有楽町 ブックカフェ（パーソナリティ） - 2020年10月5日
- オールナイトニッポン MUSIC10（代理パーソナリティ） - 2017年9月21日、11月9日、12月28日、2019年4月30日、12月24日、31日、2020年2月5日
- 飯田浩司のOK! Cozy up!（代理アシスタント） - 2018年9月20、21日、2020年3月6日
- 土屋礼央 レオなるど（代理アシスタント） - 2018年12月20日
- DAYS（代理アシスタント） - 2019年10月28日[4]、2020年8月20日[5]
- デリシャス!小麦パラダイス（パーソナリティ） - 2017年10月3日 - 2020年2月、2015年10月19日 - 11月24日、2018年11月5日 -
- ENHYPENのオールナイトニッポンX（アシスタント） - 2021年3月30日 - 2022年3月29日
- ナイタースペシャル
  - BTS 「Proof」TRACKS（パーソナリティ） - 2022年6月14日 - 16日
  - 古家正亨 BTS マイ・ベスト・リクエスト（アシスタント） - 2023年6月22日
- 上柳昌彦 あさぼらけ（代理パーソナリティ） - 2022年6月30日、9月7日、10月12日・14日・21日・26日・28日、2023年8月16日、9月13日 、2024年1月24日、2月7日、9月11日

## その他
- プロ野球マスターズリーグ場内アナウンス（東京ドーム）

### CM
- サンケイスポーツ
- ユーグレナ
- 三菱UFJ信託銀行
- 箱根彫刻の森美術館
- 東京ミネルヴァ法律事務所
- セゾンファンデックス
- てけてけ
- サンヨー食品
- 大同生命保険
- akippa
- ニッピ